# Großlehna
Großlehna est un village d'Allemagne, situé en Saxe, à environ 10 km à l'ouest de Leipzig. Le 1er janvier 2006, la commune de Großlehna a été intégrée dans la ville de Markranstädt.